# Храм Святителя Николая на Озерце
Храм Святителя Николая на Озерце (Никольская церковь) — храм Русской православной церкви в селе Озерецкое Дмитровского района Московской области.
На территории храма расположены трапезная и православный магазин.

## История
Ранее на месте каменного стоял деревянный храм Николы на Озерце. До 1654 года Озерецкое вместе с храмом относилось к дворцовому ведомству. В 1654 году Алексей Михайлович пожаловал село с храмом патриарху Никону.
Николу на Озерце неоднократно посещали патриархи.
В 1703 году был издан указ Петра I о возведении на месте деревянной церкви каменного храма. На интерес самого Петра I к строительству данной церкви указывает тот факт, что однажды царь, охотясь в местных лесах, заблудился и, вероятно, после молитвы, вышел к «Николе на Озерце». Строительство велось 5 лет под наблюдением Ивана Алексеевича Мусина-Пушкина. В 1708 году церковь была освящена.
В XIX веке были добавлены ещё два придела. В 1906 году главы церкви были переделаны по проекту архитектора Н. П. Матвеева.
Храм действовал до 1939—1940 года, когда последний священник, отец Павел, был репрессирован, а храм закрыт.
В 1990 году в церкви возобновились богослужения.

## Архитектура
Храм типа «восьмерик на четверике», с трёхъярусной шатровой колокольней, характерный образец архитектуры московского барокко, украшает вершину высокого холма. В храме имеется частица мощей сщмч. Харлампия, епископа Магнезийского, которому посвящён один из приделов храма.

## Настоятели храма
| Настоятели храма               | Годы        |
| ------------------------------ | ----------- |
| Георгий Тимофеевич Розанов     | ? - 1902    |
| Павел Александрович Виноградов | 1903 - 1939 |
| Алексий Игоревич Тимофеев      | 1991 - 2018 |
| Сергий Борисович Сафронов      | 2018 - н.в. |